# Saison 2015 des Bayhawks de Chesapeake
La saison 2015 des Bayhawks de Chesapeake est la 15e saison des Bayhawks de Chesapeake au sein de la Major League Lacrosse. Les Bayhawks entre dans cette saison en ayant terminé à la 6e place de la saison régulière 2014 ne se qualifiant pas pour les playoffs.

## Drafts

### Supplemental Draft
| Nom            | Repêchage | Position  |
| -------------- | --------- | --------- |
| Matt Striebel  | 11e       | Milieu    |
| Chris Hipps    | 19e       | Défense   |
| Andrew Scalley | 35e       | Attaquant |
| Chris Conroy   | 43e       | Défense   |
| Dean Gibbons   | 51e       | Attaquant |
| Matt Lovejoy   | 59e       | Défense   |
| Sam Bradman    | 62e       | Milieu    |
| Joe Lisicky    | 67e       | Défense   |
| Ben McIntosh   | 75e       | Milieu    |
| Jovan Miller   | 83e       | Milieu    |
| Dylan Levings  | 91e       | Milieu    |

### Collegiate Draft
| Nom               | Repêchage | Université              | Position               |
| ----------------- | --------- | ----------------------- | ---------------------- |
| Erik Adamson      | 14e       | Université de Denver    | Milieu                 |
| Henry Schoonmaker | 16e       | Université de Syracuse  | Milieu                 |
| Matt Donovan      | 18e       | Université Cornell      | Milieu                 |
| Charlie Raffa     | 24e       | Université du Maryland  | Face-off (spécialiste) |
| Collum Robinson   | 25e       | Université de Stevenson | Défenseur              |
| Alex Love         | 33e       | College Hobart          | Attaquant              |
| Tim Edwards       | 41e       | College Canisius        | Milieu                 |
| Conor Doyle       | 43e       | Université Notre-Dame   | Attaquant              |
| Tony Rossi        | 55e       | Université de Stevenson | Milieu                 |

## Calendrier et résultats
| Match | Date       | Adversaire | Résultat     |
| ----- | ---------- | ---------- | ------------ |
| 1     | 19 avril   | Launch     | V 12-8       |
| 2     | 26 avril   | @ Launch   | V 11-15      |
| 3     | 3 mai      | Machine    | D 9-12       |
| 4     | 10 mai     | @ Hounds   | V 10-14      |
| 5     | 16 mai     | @ Lizards  | D 14-15      |
| 6     | 24 mai     | @ Outlaws  | D 17-10      |
| 7     | 30 mai     | Rattlers   | D 11-15      |
| 8     | 6 juin     | Outlaws    | V 15-12      |
| 9     | 20 juin    | @ Machine  | V 12-11 (OT) |
| 10    | 28 juin    | @ Cannons  | D 14-11      |
| 11    | 2 juillet  | Lizards    | D 13-15      |
| 12    | 12 juillet | @ Rattlers | D 14-13      |
| 13    | 16 juillet | Cannons    | D 8-9 (OT)   |
| 14    | 25 juillet | Hounds     | V 15-13      |